# The Code (Nemo)
"The Code" is een nummer van de Zwitserse zanger Nemo, op 29 februari 2024 uitgebracht door Better Now Records. Het nummer gaat over de non-binaire identiteit van de zanger, en werd geschreven door Nemo en drie andere songwriters. Het was de inzending van Zwitserland voor het Eurovisiesongfestival 2024, waar het won met 591 punten.

## Eurovisiesongfestival

### Selectie
De Zwitserse omroeporganisatie voor het Eurovisiesongfestival, de Swiss Broadcasting Corporation (SRG SSR), koos het nummer uit vijf andere inzendingen tijdens een interne selectie. Op 29 februari werd officieel aangekondigd dat Nemo de rechten had gewonnen om Zwitserland te vertegenwoordigen op het Eurovisiesongfestival 2024. Op 12 mei 2024 won Nemo het Eurovisiesongfestival.

### Tijdens het Eurovisiesongfestival
Tijdens het Eurovisiesongfestival 2024 trad Nemo op in de Malmö Arena in Malmö. Hij werd ingedeeld in de tweede halve finale, als vierde, na de Griekse artiest Marina Satti en voor de Tsjechische artiest Aiko. "The Code" eindigde als vierde in deze halve finale, ontving 132 punten en wist daarmee een plek in de finale te bemachtigen.
Voor het optreden werd de enscenering bedacht door Zweedse choreograaf Fredrik Rydman. Nemo droeg een rood-witte jas van tule, ontworpen door Linnea Samia Khlalil. Zij ontwierp ook de jas die Nemo droeg tijdens de voorstelling op de 'turquoise carpet' (de turkooizen loper). Tijdens het optreden stond Nemo op een rond platform en sprong hier af en toe vanaf en weer op. Later balanceerde Nemo op de rand van het platform.
Nemo trad in de halve finale op 11 mei opnieuw op. Het lied werd als 21ste in de finale opgevoerd, na Silia Kapsis uit Cyprus en Raiven uit Slovenië. Na het bekendmaken van de resultaten eindigde Nemo met 591 punten. 375 hiervan waren van de jury's en 226 van het publiek. Dit was in totaal genoeg voor Nemo om te winnen, met 44 stemmen meer dan het lied op de tweede plaats ("Rim Tim Tagi Dim"). Het lied kreeg 22 keer 12 punten van de jury’s van verschillende landen. Daarnaast kreeg het ook 12 punten van het publiek van Oekraïne. Dit was de eerste keer dat Zwitserland de wedstrijd won sinds 1988. Daarnaast is Nemo ook de eerste non-binaire artiest die het Eurovisiesongfestival won.  

## Tracklist
Digitale download en streaming
1. "The Code" - 3:00

Digitale download en streaming - remix
1. "The Code" (Felix Jaehn-remix) - 3:18

Digitale download en streaming - orkestversie
1. "The Code" (orkestversie) - 3:07

Cd-single
1. "The Code"
2. "The Code" (karaokeversie)
3. "The Code" (Felix Jaehn-remix)

## Hitlijsten

### Ultratop 50 Vlaanderen
| Week   | 1  | 2  | 3  |     |
| Nummer | 15 | 22 | 42 | uit |

### Nederlandse Top 40
| Positie: | 37 | 39 |

1956: Refrain · 
1957: Net als toen · 
1958: Dors, mon amour · 
1959: 'n Beetje · 
1960: Tom Pillibi · 
1961: Nous les amoureux · 
1962: Un premier amour · 
1963: Dansevise · 
1964: Non ho l'età · 
1965: Poupée de cire, poupée de son · 
1966: Merci, chérie · 
1967: Puppet on a string · 
1968: La la la · 
1969: Un jour, un enfant, De troubadour, Vivo cantando, Boom bang-a-bang · 
1970: All kinds of everything · 
1971: Un banc, un arbre, une rue · 
1972: Après toi · 
1973: Tu te reconnaîtras · 
1974: Waterloo · 
1975: Ding-a-dong · 
1976: Save your kisses for me · 
1977: L'oiseau et l'enfant · 
1978: A-ba-ni-bi · 
1979: Hallelujah · 
1980: What's another year · 
1981: Making your mind up · 
1982: Ein bißchen Frieden · 
1983: Si la vie est cadeau · 
1984: Diggi-loo diggi-ley · 
1985: La det swinge · 
1986: J'aime la vie · 
1987: Hold me now · 
1988: Ne partez pas sans moi · 
1989: Rock me · 
1990: Insieme: 1992 · 
1991: Fångad av en stormvind · 
1992: Why me? · 
1993: In your eyes · 
1994: Rock 'n' roll kids · 
1995: Nocturne · 
1996: The voice · 
1997: Love shine a light · 
1998: Diva · 
1999: Take me to your heaven · 
2000: Fly on the wings of love · 
2001: Everybody · 
2002: I wanna · 
2003: Everyway that I can · 
2004: Wild dances · 
2005: My number one · 
2006: Hard rock hallelujah · 
2007: Molitva · 
2008: Believe · 
2009: Fairytale · 
2010: Satellite · 
2011: Running scared · 
2012: Euphoria · 
2013: Only teardrops · 
2014: Rise like a phoenix · 
2015: Heroes · 
2016: 1944 · 
2017: Amar pelos dois · 
2018: Toy · 
2019: Arcade · 
2021: Zitti e buoni · 
2022: Stefania · 
2023: Tattoo · 
2024: The code